# Giselle

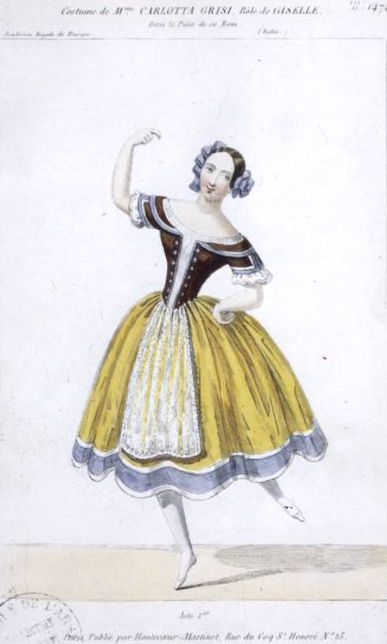
Giselle-jelmez Carlotta Grisi számára

A Giselle című kétfelvonásos balettet Adolphe Adam komponálta, eredeti koreográfiáját Jules Perrot és Jean Coralli, librettóját Jules-Henri Vernoy de Saint-Georges és Théophile Gautier írta a De l'Allemagne Heinrich Heine-mű és a „Fantômes” a Les Orientales-ből Victor Hugótól, a párizsi operaban mutatták be.
Az első Giselle Carlotta Grisi volt, az első Albrecht pedig Lucien Petipa, Marius Petipa fivére. A Giselle a klasszikus balett egyik legnagyobb remeke, és azon kevesek egyike a kora romantikus korszakból, amelyek a mai napig repertoáron maradtak. A szilfid mellett ez az egyik első darab, amelyben a balerina (a 2. felvonásban) vádliig érő tütüt visel, és a balett-történetben először állnak spicc-cipőben lábujjhegyre a balerinák. 

## Szereplők
- Giselle – fiatal parasztlány
- Albrecht – fiatal nemes, aki parasztnak adja ki magát
- Az apja
- Wilfried – Albrecht mestere
- Hans (az eredeti változatban Hilarion) – fiatal erdész
- Bertha – Giselle anyja
- Bathilde – Albrecht hivatalos menyasszonya
- Myrtha – a hangák boszorkánya (az eredeti „Wilis”)
- Zulma és Monna – a királynő alattvalói
- parasztok, udvaroncok Albrecht apja lakosztályából, Giselle barátai, tündérek

## Tartalom
|  | Alább a cselekmény részletei következnek! |

Preambulum
A történet megértéséhez jó tudni, hogy egészen a 20. századig gyakoriak voltak az olyan nemesi házasságok, amelyek dinasztikus vagy anyagi okokból történtek, de a szerelmi házasságok nagyon ritkák voltak. Természetesen a 19. századi közönség tisztában volt ezzel. Ezért, bár sehol nincs egyértelműen kijelentve, természetes az a feltételezés, hogy Albrecht és Bathilde eljegyzése is ilyen érdekkapcsolat volt.

## I. felvonás
Egy faluban az erdő szélén
Giselle, egy csinos, fiatal parasztleány édesanyjával él egy kis faluban az erdő szélén. Hans, az erdész, szerelmes belé, de a lány nem viszonozza az érzéseit. Albrecht herceg, akit már eljegyeztek Bathilde nemes kisasszonnyal, szintén szereti Giselle-t. Parasztnak álcázza magát, és egy fészerben rejti el kardját (nemessége jelét), hogy Giselle mellett lehessen, és udvarolhasson neki. Hans féltékenyen üldözi az Albrechtbe szerelmes Giselle-t, azt gondolva, hogy a férfi eljegyezte őt. Amikor néhány lány a faluból megérkezik, Giselle táncol velük, de édesanyja megpróbálja leállítani, mert attól tart, hogy szívbeteg lánya áldozatul eshet egy ilyen erőfeszítésnek, és a halál után egyike lesz azoknak az boszorkáknak, akik a fiatalokat elpusztítják. éjfél és napkelte között. Megjelenik egy nemesi vadásztársaság, köztük Bathilde (Albrecht hivatalos menyasszonya) és apja. Albrecht visszavonul, hogy ne ismerjék fel. Bathilde összebarátkozik Giselle-lel, és egy arany nyakláncot ad neki jutalmul mind naiv bájáért, mind a neki eljárt örömtáncért. A hercegnő Giselle anyjánál pihen meg, a vadászok továbbmennek.
Közben kezdődik a falu ünnepe, és a szőlősgazdák Giselle-t választják borkirálynőnek. A boldog Giselle és Albrecht együtt táncolnak. Eközben a féltékeny Hans felfedezte Albrecht kardját és valódi kilétét. Az ünneplés csúcsán jelenetet rendez, és felfedi Albrecht álruháját. Ő eleinte megpróbálja tagadni, és megnyugtatni a döbbent Giselle-t, de az erdész felhívja Bathilde-et, annak apját és a vadászokat, Albrecht pedig már nem tudja titkolni valódi kilétét és Bathildé-dal való kapcsolatát. Giselle teljesen kétségbe esik, eszét veszti (őrülési jelenete), végül megszakad a szíve, s holtan esik össze, gyászoló édesanyja és barátai veszik körül. Hans és Albrecht rájönnek, hogy akaratlanul is ők okozták a halálát.

## II. felvonás
Giselle sírjánál, a tisztáson
Éjszaka Giselle friss sírjánál Hans elsírja a szíve bánatát. Susogás hallatszik az erdő felől, és furcsa fények villóznak a tó partján. Hans ijedten elszalad. Az éjszaka sötétjéből árnyék bukkan elő, Myrtha, a fák boszorkánya. Éjfélkor eljön az idő, amikor a föld mélyéről szólítja az esküvőjük előtt elhunyt, összetört szívű fiatal nők szomorú lelkét (Grand Pas des Wilis). A lidércek könyörtelen háziasszonyuk, Myrtha vezetésével éjszakánként táncolnak és kísértik az erdőt, hogy bosszút álljanak minden férfin, akivel találkoznak, bárki legyen is az; táncra kényszerítik áldozataikat, amíg azok a kimerültségtől meg nem halnak.
Myrtha és a lidérc felemeli Giselle lelkét a sírjából, és üdvözli a világukban, majd közeledő léptek hallatán eltűnnek az erdőben. Albrecht az, aki azért jött, hogy virágot helyezzen Giselle sírjára, és gyászolja a lányt, akit szeretett. Giselle szelleme megjelenik, Albrecht pedig bocsánatot kér tőle. Giselle töretlen szerelmében, bosszúálló nővéreivel ellentétben, gyengéden megbocsát neki, majd eltűnik, hogy csatlakozzon a többiekhez, Albrecht pedig kétségbeesetten követi.
Eközben a lidércek sarokba szorították a rémült Hanst. Varázslatukkal kényszerítik táncra, amíg majdnem meg nem hal a kimerültségtől, majd megkínozzák, hogy kétségbeesetten belemerüljön a közeli tóba. Ezután megkeresik Albrechtet, a másik tettest, és Myrthea elé állítják halálos ítéletéért. Nem engedve Albrecht könyörgésének, hogy bocsásson meg neki, Myrtha megparancsolja Giselle-nek, hogy táncoljon vele napkeltéig. Giselle szerelmének ereje azonban legyőzi a boszorkányok varázslatát, és megkíméli az életét. Amikor felkel a nap, a szilfek erejüket vesztve visszatérnek sírjukba. Albrechttől való elbúcsúzása után, Giselle képe a semmibe vész, csak emlék marad Albrecht meggyötört lelkében, amint szerelme sírjára rogy.

## Apróságok
„A balett megjelenésének dátuma a romantikus koreográfiai előadás történetének egyik legfontosabb állomása. Főleg Marius Petipa koreográfiája révén a Giselle balett, amelyhez Adolphe Adam írt minőségi dallamot és a karaktertáncok ritmikai változatosságát sem nélkülöző partitúrát. (Serge Lifar)

## Fordítás
- Ez a szócikk részben vagy egészben  a   Giselle című román Wikipédia-szócikk ezen változatának fordításán alapul.  Az eredeti cikk szerkesztőit annak laptörténete sorolja fel. Ez a jelzés csupán a megfogalmazás eredetét és a szerzői jogokat jelzi, nem szolgál a cikkben szereplő információk forrásmegjelöléseként.

## Bibliográfia
- Caraman-Fotea, Daniela. Ghid de balet. București, 1973: Editura Muzicală, 380. o.
- Serge Lifar: Giselle. Apothéose du Ballet Romantique. Párizs, 1942
- Cyril W. Beaumont: The Ballet Called Giselle. London, 1945, 1969
- Frank-Manuel Peter, Deutsches Tanzarchiv Köln (szerk.): Giselle ou Les Wilis. Ballet Fantastique en deux actes. Olm, Hildesheim / Zürich / New York, 2008, ISBN 978-3-487-13830-5
- Howard Jacobson: Whatever It Is, I Don’t Like It. Bloomsbury 2011, ISBN 978-1-4088-2242-5, p. 79–82 „Giselle“.